# Пайнленд (Флорида)
Пайнленд (англ. Pineland) — переписна місцевість (CDP) в США, в окрузі Лі штату Флорида. Населення — 466 осіб (2020).

## Географія
Пайнленд розташований за координатами 26°39′40″ пн. ш. 82°8′53″ зх. д. / 26.66111° пн. ш. 82.14806° зх. д. (26.661080, -82.148101).  За даними Бюро перепису населення США в 2010 році переписна місцевість мала площу 2,39 км², з яких 2,33 км² — суходіл та 0,07 км² — водойми.

## Демографія
Згідно з переписом 2010 року, у переписній місцевості мешкало 407 осіб у 208 домогосподарствах у складі 131 родини. Густота населення становила 170 осіб/км².  Було 294 помешкання (123/км²).
Расовий склад населення:
| - 94,8 % — білих - 1,5 % — осіб інших рас |

До двох чи більше рас належало 3,7 %. Частка іспаномовних становила 5,2 % від усіх жителів.
За віковим діапазоном населення розподілялося таким чином: 7,1 % — особи молодші 18 років, 56,0 % — особи у віці 18—64 років, 36,9 % — особи у віці 65 років та старші. Медіана віку мешканця становила 59,9 року. На 100 осіб жіночої статі у переписній місцевості припадало 89,3 чоловіків;  на 100 жінок у віці від 18 років та старших — 89,9 чоловіків також старших 18 років.
Середній дохід на одне домашнє господарство  становив 70 986 доларів США (медіана — 58 750), а середній дохід на одну сім'ю — 75 628 доларів (медіана — 63 125). 
Цивільне працевлаштоване населення становило 111 осіб. Основні галузі зайнятості: освіта, охорона здоров'я та соціальна допомога — 55,9 %, транспорт — 10,8 %, мистецтво, розваги та відпочинок — 10,8 %.